# Юрис, Леон
Леон Юрис (англ. Leon Uris; 3 августа 1924 — 21 июня 2003) — американский писатель еврейского происхождения.

## Биография
Родился в семье Вольфа Уильяма Юриса, уроженца Новогрудка, и Анны Блумберг. Тяжёлая обстановка в семье (мать страдала психическими расстройствами; отец, активист компартии, был разочарованным и озлобленным человеком) привела к тому, что Юрис бросил школу и в 17-летнем возрасте ушёл в армию. В составе взвода морской пехоты участвовал в боевых действиях на Тихом океане. После демобилизации работал в газете, публиковался также в журнале «Эсквайр».

## Творчество
В 1953 году вышел первый роман Юриса «Боевой клич», где отразился опыт военных лет, который сыграл решающую роль в формировании личности писателя. Правдивое описание тягот службы сочеталось в книге с гордостью за товарищей по оружию, их храбростью и преданностью друг другу. Роман был восторженно встречен читателями и критикой и в 1954 г. экранизирован. Второй роман Юриса «Гневные холмы» (1955) основан на воспоминаниях его дяди, служившего в Греции в составе палестинских соединений (см. Еврейская бригада). В большинстве последующих произведений писателя в той или иной степени отражена тема Катастрофы и борьбы с нацизмом.
Мировую известность принёс Юрису роман «Эксодус» («Исход», 1958), в котором воссоздаётся исторический период, предшествовавший провозглашению государства Израиль, и события Войны за Независимость. Книга переведена на многие языки (русский перевод — Иер., издательство «Библиотека-Алия», 1973), её общий тираж превысил семь миллионов экземпляров, классической стала и экранизация романа. Особую роль сыграл «Эксодус» в пробуждении национального самосознания евреев Советского Союза: на фоне разгула государственного антисемитизма книга о «людях, которые не просят прощения за то, что они родились евреями, и за то, что они хотят жить достойно», воспринималась как призыв к репатриации.
Следующий роман Юриса «Милая, 18» (1960; русский перевод — Иер., издательство «Библиотека-Алия», 1989) как бы разворачивает одну из частей «Эксодуса», посвящённую восстанию в Варшавском гетто.
В 1964 г., в разгар холодной войны, Юрис опубликовал роман «Армагеддон» о берлинском кризисе 1948—1949 гг., который он трактовал как решающее сражение («Мегиддо») за будущее демократии. Понимая, что люди — «общая сумма своего прошлого», и не забывая о нацистском прошлом немцев, Юрис восхищается стойкостью жителей Западного Берлина и видит в них союзников США и др. демократических стран, чьи совместные действия приводят к срыву советской блокады. Тему противостояния коммунистической экспансии продолжил роман «Топаз» (1967), в центре которого — Карибский кризис, борьба между разведслужбами и выход Франции из НАТО. Роман имел документальную основу и был написан Юрисом после его бесед с французским разведчиком Филиппом Тиро де Вожоли (фр. Philippe Thyraud de Vosjoli) (1920—2000, агентурный псевдоним ЛАМИЯ, он и есть главный герой романа Андре Деверо). Сеть агентов влияния вокруг Шарля де Голля (в романе он выведен как Пьер ла Круа) в реальности называлась не «Топаз», а «Сапфир». У многих других персонажей романа были реальные прототипы, например, перебежчик из КГБ Борис Кузнецов — это перебежчик Анатолий Голицын. По роману был снят одноимённый фильм (1969, режиссёр А. Хичкок). Писателя первоначально пригласили написать сценарий, однако сотрудничества не получилось и впоследствии он вспоминал, что Хичкок пытался им командовать, обращаясь с ним как с наемным работником.
В романе «QB VII» (1970) Юрис рассказывает отчасти автобиографическую историю о писателе, которому польский врач, совершавший медицинские эксперименты над узниками концентрационных лагерей, предъявляет судебный иск за то, что тот назвал его пособником нацистов. В 1974 г. по книге был снят телесериал. В русском переводе роман назывался «Суд королевской скамьи».
В дилогии «Троица» (1976) и «Искупление» (1995) изображена Ирландия под британским правлением и несколько поколений ирландцев, добивавшихся независимости своей родины. Несмотря на новизну тематического материала, многое перекликается с прежними книгами Юриса. Борьбу против национального угнетения осложняют жестокие внутренние распри (между протестантами и католиками), социальные и семейные конфликты.
В романах «Хаджи» (1984) и «Перевал Митла» (1988) Юрис возвращается к истории Израиля, но рассматривает её под непривычным углом зрения: в первом — события, связанные с созданием еврейского государства, даются в восприятии арабов; во втором, хотя его сюжет разворачивается на фоне Синайской кампании, главная роль отведена не историческим событиям, а личной жизни героя, который наделён явно автобиографическими чертами. Оба романа получили отрицательную оценку критиков за схематизм и односторонность образов.
В 1999 г. вышел роман «Поверженный бог», действие которого впервые у Юриса происходит в будущем и строится вокруг президентских выборов в США в 2008 г. В ходе предвыборной кампании выясняется еврейское происхождение ведущего кандидата О’Коннела, который был в детстве усыновлён и воспитан как христианин. Несмотря на обозначенное время действия, книга не относится к жанру фантастики, в ней немало параллелей с современными событиями, например, с судьбой государственного секретаря США Мадлен Олбрайт, и как бы предсказывается выдвижение сенатора Дж. Либермана кандидатом на пост вице-президента.
Главная тема произведений Юриса — борьба против тирании и зла, будь то нацизм, коммунизм, британский империализм, коррупция, антисемитизм. Хотя его книгам часто недостаёт глубины, а диалогу — живости, это во многом искупается умением выстроить захватывающий сюжет, в котором переплетаются судьбы реальных и вымышленных действующих лиц, способностью сочетать документальность с динамикой детектива, что позволяет воссоздать атмосферу исторических событий.
Юрис написал также ряд киносценариев и инсценировок собственных книг, а также тексты к фотоальбомам «Ирландия — устрашающая красота» (1975) и «Иерусалим — Песнь Песней» (1981).

## Сочинения
- Боевой клич, 1953
- The Angry Hills, 1955
- «Эксодус», 1958
- Exodus Revisited, 1960
- Mila 18, 1961
- Armageddon: A Novel of Berlin, 1963
- Topaz, 1967
- The Third Temple (with Strike Zion by William Stevenson), 1967
- QB VII, 1970
- Ireland, A Terrible Beauty, 1975 (with Jill Uris)
- Trinity, 1976
- Jerusalem: A Song of Songs, 1981 (with Jill Uris)
- The Haj, 1984
  - ХАДЖИ
- Mitla Pass, 1988
- Redemption, 1995
- A God in Ruins, 1999
- O’Hara’s Choice, 2003

## Сценарии
- QB VII (сериал) (1974)
- Топаз (1969) (Topaz)
- Исход (фильм, 1960) (Exodus)
- Israel (1959)
- Angry Hills, The (1959)
- Перестрелка в О. К. Коррал (1957) (Gunfight at the O.K. Corral)
- Battle Cry (1955)